# Astrapotheria
Az Astrapotheria az emlősök (Mammalia) osztályának egyik fosszilis rendje, amely Dél-Amerika területén élt, a paleocén kortól a miocénig. 59 millió éve jelentek meg első fajaik és 12 millió évvel ezelőtt haltak ki. Az Astrapotheriák nagy rinocérosz-szerű állatok voltak és a valaha élt legfurább megjelenésű emlősrendek közé tartoznak.

## Rendszerezés
Az eddigi felfedezések szerint, ebbe a fosszilis emlősrendbe 3 család és 19 emlősnem tartozik. Bár az idetartozó taxonok pontos rendszertani besorolásáról, nem mindenki ért egyet. Például 1963-ban, Paula Couto eredetileg a Tetragonostylops nemet a Trigonostylopidae családba sorolja, azonban 1982-ben és 1984-ben, Soria áthelyezi az Astrapotheriidae családba, mert szerinte a Trigonostylopidae családban megmaradt két emlősnem, a Trigonostylops és Shecenia, az Astrapotheriidae családdal bazális párhuzamos evolúciós ágat tanúsítanak. 1993-ban, Cifelli a Trigonostylopidae emlőscsaládot, az Eoastrapostylopidae családba vonta be, mint az Astrapotheriidae csoport kezdetleges ágát.
- Astrapotheriidae Ameghino, 1887
- Eoastrapostylopidae Soria & Powell, 1981
  - Eoastrapostylops Soria & Powell, 1981
- Trigonostylopidae Ameghino, 1901

### Fordítás
- Ez a szócikk részben vagy egészben  az   Astrapotheria című angol Wikipédia-szócikk ezen változatának fordításán alapul.  Az eredeti cikk szerkesztőit annak laptörténete sorolja fel. Ez a jelzés csupán a megfogalmazás eredetét és a szerzői jogokat jelzi, nem szolgál a cikkben szereplő információk forrásmegjelöléseként.